# 徐元音
徐元音（Madeline Y. Hsu，1967年10月3日—）是一名美籍華人歷史學家，目前擔任德州大學奧斯汀分校歷史學教授。
出生於密蘇里州哥倫比亞，並且在阿肯色州奧爾特海默、香港和台灣等地長大。畢業於波莫納學院，後來於耶魯大學師從史景遷取得博士學位。轉到德州大學任教前曾任教於舊金山州立大學族群研究學院。